# Edward Inglefield
Edward Augustus Inglefield (Cheltenham, 27 maart 1820 - Londen, 4 september 1894) was een Britse marineofficier die een van de expedities leidde om de verdwenen poolreiziger John Franklin op te sporen.
Franklin was verdwenen nadat hij in 1845 vertrokken was in een poging de Noordwestelijke Doorvaart te onderzoeken. Inglefield ging in 1852 naar Noordwest-Groenland om geruchten te onderzoeken dat Franklin en zijn mannen daar gedood waren door de lokale Eskimo's. Hij kwam al snel tot de conclusie dat dit gerucht onjuist moest zijn: De lokale bevolking had geen ijzer of hout, wat wel te verwachten zou zijn als ze het schip in handen hadden gekregen. Hij reisde verder, en voer Smith Sound door, waarmee hij aantoonde dat het een zeestraat was, en geen baai. Vanaf zijn meest noordelijke punt, 78°28' NB, bracht hij de zee verder naar het noorden in kaart, waarbij hij onder meer Ellesmere zijn naam gaf. Het oostelijke, Groenlandse deel van die kust heet naar hem Inglefieldland. Inglefield zelf geloofde dat wat hij ontdekt had de open (ijsvrije) Poolzee was, die vele mensen in de 19e eeuw verwachtten aan te treffen. Na een onderzoek van Jones Sound voer hij via Lancaster Sound naar Beechey Island, waar hij een verslag van zijn expeditie aan William Pullen gaf, en het graf van een van de overleden expeditieleden van Franklin onderzocht. Hij onderzocht ook nog de westkust van Baffinbaai, en ontving voor het verslag van zijn reis de gouden medaille van de Royal Geographical Society.
In 1853 en 1854 voer Inglefield opnieuw naar Beechey Island om extra proviand aan te voeren voor de expeditie van Edward Belcher, een andere expeditie op zoek naar Franklin, en ook in 1853 werd hij tot kapitein gepromoveerd. Later deed hij dienst in de Krimoorlog, en klom verder op in de marinehiërarchie tot uiteindelijk de positie van admiraal in 1879. In 1877 werd hij geridderd.

## Militaire loopbaan
- Indienststelling van de Royal Naval: 6 oktober 1832[1]
- Lieutenant: 21 september 1842[1]
- Commander: 18 November 1845[1]
- Captain: 7 oktober 1853[1]
- Rear Admiral: 26 mei 1869[1]
- Vice Admiral: 11 december 1875[1]
- Admiral: 27 november 1879[1]
- Pensioen: 27 maart 1885	[1]

## Decoraties
- Ridder Commandeur in de Orde van het Bad op 21 juni 1887[1]
- Ridder in de Orde van het Bad op 2 juni 1869[1]
- Geridderd op 13 augustus 1877[1]
- Lid van de Royal Society op 2 juni 1853[1]
- Lid van de Royal Geographical Society
- Patron's Medaille 1838 in 1853

## Publicaties
- A new theory of the physical causes of the terrestrial magnetism, and some remarks in connection therewith on the Aurora Borealis (Londen 1851)
- A summer search for Sir John Franklin, with a peep into the polar basin (Londen 1853)
- A few words on maritime warfare (Londen 1860)
- Words of advice to young naval officers (Liverpool 1864)